# Göppingen Gö 3
El Göppingen Gö 3 Minimoa es un planeador monoplaza que fue producido en Alemania, en los años 30 del siglo XX.

## Diseño y desarrollo

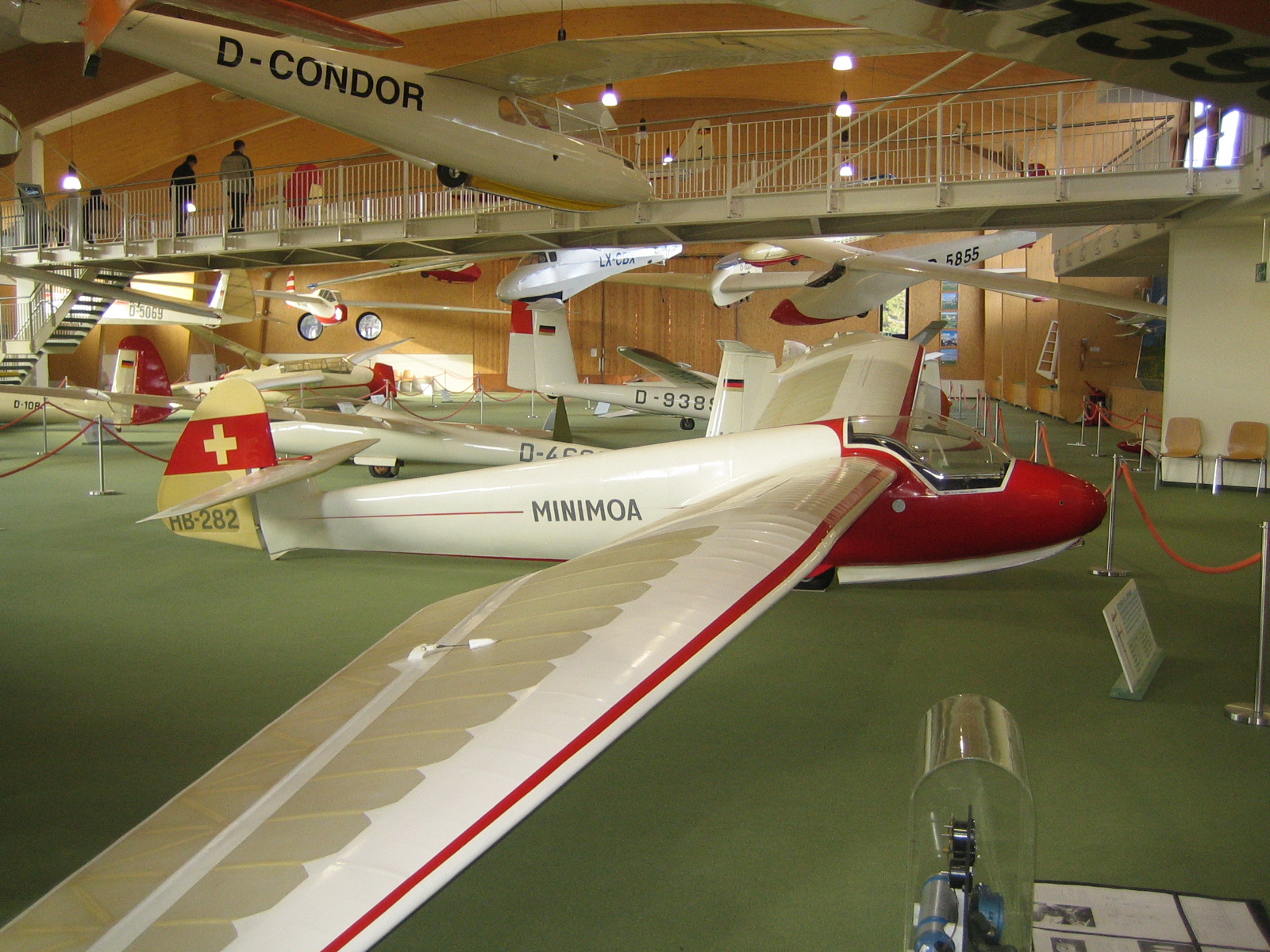
Göppingen Gö 3 Minimoa, en exhibición en el Deutsches Segelflugmuseum.

Fue diseñado por Martin Schempp y Wolf Hirth y fue producido el año siguiente al de su primer planeador, el Göppingen Gö 1. Voló por primera vez en 1935. El nombre deriva de las nubes lenticulares causadas por el viento foehn en los Sudetes, llamadas Moazagotl. El nombre fue usado por uno de los planeadores anteriores de Hirth, y como el Gö 3 era una versión más pequeña, se le llamó "Mini" como diminutivo.
Estableció varios récords, incluyendo el mundial de altitud de 6687 m (21 939 pies) en 1938, durante una tormenta. Richard du Pont y Chet Decker volaron un Minimoa cuando ganaron los Campeonatos estadounidenses de 1937 y 1938.
Estaba fabricado de madera y tela, con alas cantilever "de gaviota". Una versión B de 1938 tenía alas más delgadas con una sección modificada y el pliegue de gaviota en un lugar diferente. El tren de aterrizaje no era retráctil. Fue el primer planeador en llevar lastre de agua en un depósito situado detrás del piloto.
El Minimoa arriba mencionado, con número de construcción 56 y matrículas de registro N1306 y N16923, que había pertenecido a Richard du Pont y Chet Decker, acabó siendo requisado por las Fuerzas Aéreas del Ejército de los Estados Unidos en 1941. Fue designado como XTG-11 y registrado con el número de serie 42-53518.
El piloto alemán Hans Ott ganó un Minimoa como premio en un concurso de vuelo, transportándolo a Brasil en el dirigible Hindenburg. Con este planeador se realizó el primer vuelo en planeador sobre el Río de la Plata desde Uruguay, buscando establecer el récord mundial de vuelo en planeador sobre el agua. En 1939 es llevado por ferrocarril a Chile, donde es utilizado por su dueño en labores de difusión del volovelismo, fundando 18 clubes de vuelo a vela y permaneciendo activo hasta la década del 60. Actualmente está preservado en el Museo Nacional Aeronáutico y del Espacio de Chile, con la matrícula chilena CC-PIA y el nombre "Argentina".

## Operadores
Estados Unidos
- Fuerzas Aéreas del Ejército de los Estados Unidos

## Supervivientes
Solo quedan cinco Minimoa en estado de vuelo: dos en Alemania, uno en Japón, una réplica construida en los Países Bajos y el último en volar en el Reino Unido. Además, se está preparando uno para volar en Bacchus Marsh, Australia.
Un Minimoa de 1935 está en exhibición en el Museo Nacional del Vuelo sin Motor en Elmira, Nueva York. El único Minimoa todavía en manos privadas en los Estados Unidos es un ejemplar de 1938, perteneciente a Joe T. Jackson, en Pensilvania occidental.
El Minimoa matrícula CC-PIA "Argentina" del piloto alemán Hans Ott, se encuentra preservado en el Museo Nacional Aeronáutico y del Espacio de Chile, en la comuna de Cerrillos, Santiago de Chile.

## Especificaciones (Gö 3)

### Características generales
- Tripulación: Uno (piloto)
- Longitud: 7 m (23 ft)
- Envergadura: 17 m (55,8 ft)
- Superficie alar: 19,1 m² (205,1 ft²)
- Perfil alar: Göttingen 681 (raíz), Göttingen 693 (punta alar)
- Peso vacío: 245 kg (540 lb)
- Peso máximo al despegue: 350 kg (771,4 lb)
- Máximo régimen de planeo: 28:1 a 72 km/h
- Régimen de descenso: 0,61 m/s (120 pies/min) a 60 km/h
- Alargamiento: 16:1

### Rendimiento
- Velocidad nunca excedida (Vne): 219 km/h (136 MPH; 118 kt)
- Carga alar: 18,4 kg/m² (3,8 lb/ft²)

## Aeronaves relacionadas

### Desarrollos relacionados
- Göppingen Gö 1

### Secuencias de designación
- Secuencia Gö _ (interna de Göppingen): Gö 1 - Gö 3 - Gö 4 - Gö 5 - Gö 9 →
- Secuencia TG-_ (Planeadores de Entrenamiento del USAAC/USAAF, 1941-1948): ← TG-8 - TG-9 - TG-10 - TG-11 - TG-12 - TG-13 - TG-14 →